# Milionia drucei
Milionia drucei là một loài bướm đêm trong họ Geometridae.